# Právní partikularismus
Právní partikularismus je označení pro stav neexistence jednotného právního řádu na určitém, zejména státním území, který se vyskytoval především v období středověku.
Jako partikulární se nazývá zvláštní právo určitého okresu, které náleží většímu právnímu obvodu. Partikulární právo je tudíž protivou tzv. práva obecného, jakožto práva, které platí v celém tomto obvodu, pokud právě platnost zásad jeho platností práv partikulární není vyloučena. Pojem partikulárních práv nabyl obzvláštní důležitosti v říši Německé, kde zejména od X. stol. počínaje, souhlasně s vytvořením se tzv. zeměpanských mocí, nastoupilo bujení partikularismu v právu, jež vedlo namnoze k nejistotě práv i právosudí, ochromilo rozvoj obecného práva německého a připravovalo půdu k recepci práv cizích, především římského práva. Takovými partikulárními právy byla v Německu především městská práva, zejména měst říši bezprostředně podřízených a později i tzv. svobodných říšských měst, a pak tzv. zemská práva, od stol. XIII. četněji a četněji se vyskytující. Tato spočívala – zejména v menších říšských územích – ponejvíce na německém zvykovém právu, avšak od XVI. stol. počínaje vystupuje v četných z nich snaha přizpůsobit se právu římskému. I po recepci římského práva měla sice partikulární práva předcházet římskému právu, avšak praxe všemožně ztěžovala jejich užívání, takže vlastně jen v územích saského práva německé domácí právo zachovalo sobě stejnou platnost s právem římským. I v právech partikulárních XVII. i první poloviny XVIII. stol. přiznávána právu římskému alespoň platnost podpůrná; poslední ze zemských zákoníků, na tomto stanovisku se nalézajících, jest tzv. Codex Maximilianeus Bavaricus Civilis z roku 1756. Pozdější zákoníky však již subsidiární platnost práva římského zcela vylučují.
Partikulární práva, ačkoliv jim nelze přiznávat význam bezprostředních pramenů jakéhosi německého obecného práva, tvoří přesto velmi důležitý pramen vědy práva obecně německého, poněvadž z nich ve značné míře lze seznat zásady práva německého i rozvoj jeho v novověku.